# Ramatcal
Ramatcal (en hebreo: רמטכ"ל‎; acrónimo de ראש המטה הכללי Rosh haMate haKlali, Jefe del Estado Mayor), es la designación con la que se conoce al comandante en jefe de las Fuerzas de Defensa de Israel (FDI). 
Desde el 5 de marzo de 2025 ostenta el cargo Eyal Zamir.

## Empleo y funciones
El ramatcal encabeza el Estado Mayor de las FDI (en hebreo, Estado General o Cuartel General), ostentando el rango más alto de las FDI, Rav Aluf (רב-אלוף), equivalente al de teniente general en la mayoría de fuerzas armadas. Debido a la organización interna de las fuerzas armadas israelíes, con un escalafón militar algo compacto, entre otros en la escala de los oficiales generales, es el único oficial en las FDI que ostenta dicho rango, por lo que sus funciones y competencias, a diferencia de tenientes generales en otros ejércitos (rango OTAN OF-8), son comparables con los rangos OTAN OF-9/OF-10 (general, general del Ejército, capitán general).
Las funciones y competencias del ramatcal se definen en las Leyes fundamentales de Israel de 1976, en la cláusula tercera de la Ley orgánica:
- El cargo máximo de las Fuerzas de Defensa de Israel es el del comandante en jefe;
- El comandante en jefe está bajo la autoridad del Gobierno de Israel y subordinado al ministro de Defensa;
- El comandante en jefe debe ser designado por el Gobierno, según la recomendación del ministro de Defensa.

El ramatcal se designa formalmente para un periodo de tres años, ampliado automáticamente hasta cuatro años y ocasionalmente incluso cinco.

## Significado
Dada la importancia de las FDI en la sociedad israelí, el Jefe del Estado Mayor es una figura pública muy respetada. Exjefes de Estado Mayor con frecuencia utilizan la importancia de su posición en el Ejército para pasar a la vida política. Dos Jefes de Estado Mayor (Yitzhak Rabin y Ehud Barak) se han convertido en primer ministro y otros nueve (Yigael Yadin, Moshe Dayan, Tzvi Tzur, Haim Bar Lev, Mordechai Gur, Rafael Eitan, Amnon Lipkin-Shahak, Shaul Mofaz y Moshe Ya'alon) han servido en la Knesset. De estos, solo Tzur no fue nombrado para el Consejo de Ministros. Ehud Barak y tres exjefes de Estado Mayor (Dayan, Rabin y Mofaz) ocuparon el cargo de ministro de Defensa, ampliamente considerado como el puesto de ministro más poderoso del país y el civil superior inmediato del jefe de Estado Mayor.[cita requerida]

## Lista de los Comandantes en Jefe de las FDI
| N.º | Retrato | Nombre              | Fecha de inicio        | Fecha final            | Ref          |
| 1   |         | Yaakov Dori         | 1 de enero de 1948     | 9 de noviembre de 1949 | [ 3 ] [ 4 ]  |
| 2   |         | Yigael Yadin        | 9 de noviembre de 1949 | 7 de diciembre de 1952 | [ 3 ] [ 5 ]  |
| 3   |         | Mordechai Maklef    | 7 de diciembre de 1952 | 6 de diciembre de 1953 | [ 3 ] [ 6 ]  |
| 4   |         | Moshe Dayan         | 6 de diciembre de 1953 | 29 de enero de 1958    | [ 3 ] [ 7 ]  |
| 5   |         | Chaim Laskov        | 29 de enero de 1958    | 1 de enero de 1961     | [ 3 ] [ 8 ]  |
| 6   |         | Tzvi Tzur           | 1 de enero de 1961     | 1 de enero de 1964     | [ 3 ] [ 9 ]  |
| 7   |         | Yitzhak Rabin       | 1 de enero de 1964     | 1 de enero de 1968     | [ 3 ] [ 10 ] |
| 8   |         | Haim Bar-Lev        | 1 de enero de 1968     | 1 de enero de 1972     | [ 3 ] [ 11 ] |
| 9   |         | David Elazar        | 1 de enero de 1972     | 3 de abril de 1974     | [ 3 ] [ 12 ] |
| 10  |         | Mordechai Gur       | 16 de abril de 1974    | 16 de abril de 1978    | [ 3 ]        |
| 11  |         | Rafael Eitan        | 16 de abril de 1978    | 19 de abril de 1983    | [ 3 ]        |
| 12  |         | Moshe Levi          | 19 de abril de 1983    | 19 de abril de 1987    | [ 3 ]        |
| 13  |         | Dan Shomron         | 19 de abril de 1987    | 1 de abril de 1991     | [ 3 ]        |
| 14  |         | Ehud Barak          | 1 de abril de 1991     | 1 de enero de 1995     | [ 3 ] [ 13 ] |
| 15  |         | Amnon Lipkin-Shahak | 1 de enero de 1995     | 9 de julio de 1998     | [ 3 ]        |
| 16  |         | Shaul Mofaz         | 9 de julio de 1998     | 9 de julio de 2002     | [ 3 ]        |
| 17  |         | Moshe Yaalon        | 9 de julio de 2002     | 1 de junio de 2005     | [ 3 ]        |
| 18  |         | Dan Halutz          | 1 de junio de 2005     | 14 de febrero de 2007  | [ 3 ]        |
| 19  |         | Gabi Ashkenazi      | 14 de febrero de 2007  | 14 de febrero de 2011  | [ 3 ]        |
| 20  |         | Benny Gantz         | 14 de febrero de 2011  | 16 de febrero de 2015  | [ 3 ] [ 14 ] |
| 21  |         | Gadi Eizenkot       | 16 de febrero de 2015  | 15 de enero de 2019    | [ 3 ] [ 15 ] |
| 22  |         | Aviv Kochavi        | 15 de enero de 2019    | 16 de enero de 2023    | [ 16 ]       |
| 23  |         | Herzi Halevi        | 16 de enero de 2023    | 5 de marzo de 2025     | [ 17 ]       |
| 24  |         | Eyal Zamir          | 5 de marzo de 2025     | Incumbente             | [ 1 ]        |